# Eteona tisiphone
Eteona tisiphone är en fjärilsart som beskrevs av Jean Baptiste Boisduval 1836. Eteona tisiphone ingår i släktet Eteona och familjen praktfjärilar. Inga underarter finns listade i Catalogue of Life.